# Distrofina
La distrofina és una proteïna citosquelètica en forma de bastó. És molt gran, en concret una de les més grans del nostre cos, ja que pesa aproximadament 427kDa i mesura 150nm. Aquesta proteïna es troba principalment als músculs utilitzats pel moviment, els quals coneixem com a músculs esqulètics, i al múscul cardíac. Al cervell i a les cèl·lules nervioses també es pot localitzar, però en menor mesura.
És habitual que la distrofina als músculs esquelètics i cardíac estigui unida a la membrana cel·lular formant part d'un complex proteic conegut com "costamere" o també DAPC per les sigles en anglès (Dystrophin Associated Protein Complex). El complex DAPC està format per proteïnes extracel·lulars, citoplasmàtiques i transmembranals com per exemple distroglicans, sarcoglicans, sintrofines, sarcspan i distrobreïnes, les quals es troben anclades a la distrofina.
La distrofina és codificada pel gen DMD que està situat al braç curt del cromosoma X, concretament al locus Xp21.

## Funció
La distrofina exerceix diferents funcions depenent de la localització en la que es troba.
Quan la distrofina es troba en els múscul esquelètic i cardíac formant part del complex DAPC, se situa just a sota de la membrana citoplasmàtica de les cèl·lules musculars esquelètiques (sarcolema). Juntament amb la resta de proteïnes que formen aquest complex, s'encarrega de connectar les fibres d'actina del citoesquelet de les cèl·lules musculars, amb la xarxa de proteïnes que conformen la matriu extracel·lular. Per aquest motiu és descrita com una proteïna cohesiva.
En aquesta localització, el fet que la distrofina juntament amb altres proteïnes del complex DAPC uneixin el citoesquelet a la matriu extracel·lular, és per tal de donar la força i rigidesa a la fibra muscular i així prevenir el trencament d'aquestes fibres quan els músculs es contrauen i es relaxen. A més a més, aquesta unió proporciona un augment de flexibilitat del sarcolema i confereix estabilitat mecànica al complex DAPC i a les seves connexions amb les miofibril·les properes.
Recentment s'ha observat que la distrofina pot funcionar també com a senyalitzador químic quan interactua amb proteïnes que envien i reben senyals químiques.
Respecte a la funció que exerceix la distrofina quan se situa a les cèl·lules del teixit nerviós no es té encara gaire coneixement, però s'ha pogut observar que aquesta proteïna és important per tal que es dugui a terme la sinapsi.

## Estructura
La distrofina conté quatre dominis funcionals principals; un domini amino terminal d'unió a l'actina que comprèn des de l'aminoàcid 14 fins l'aminoàcid 240, un domini central en barra que comprèn des de l'aminoàcid 253 fins l'aminoàcid 3040, un domini ric en cisteïna que comprèn des de l'aminoàcid 3080 fins l'aminoàcid 3360 i per acabar, l'extrem carboxil terminal que comprèn des de l'aminoàcid 3361 fins l'amioàcid 3685.

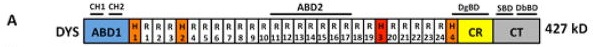
Dominis en els quals es divideix la distrofina

El primer domini, que és el domini que comprèn l'extrem N-terminal i està unit a les xarxes d'actina conté una seqüència d'aminoàcids similar a la α-actinina, la qual és una proteïna molt abundant en el sarcolema. El segon domini també anomenat domini central en barra està format per 24 repeticions d'aproximadament 109 aminoàcids cada una que formen una estructura en forma d'hèlix. Aquestes repeticions d'aminoàcids són semblants a les seqüències de l'espectrina (proteïna present en el citoesquelet) i estan interrompudes per les frontisses riques en prolina, les quals donen flexibilitat a la molècula. En el centre d'aquesta regió també podem trobar llocs d'unió amb fibres d'actina.

El tercer domini és molt ric en cisteïna i està unit a la regió COOH de la proteïna α-actinina. Finalment, l'últim domini està format per la regió carboxil-terminal de la distrofina i a més d'estar associat a la α-actinina i a la F-actina, està unit a altres proteïnes com les sintrofines i la dstrobrevina.

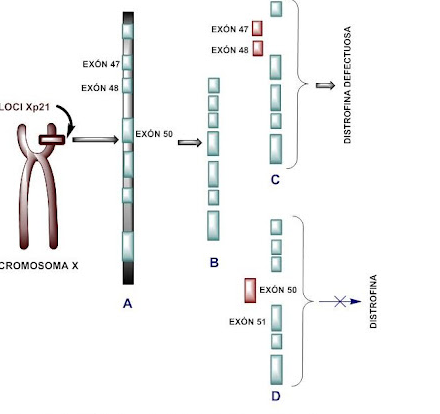
Cromosoma X. Genopatia recessiva lligada al braç curt del cromosoma X (locus Xp21)

En conclusió podem veure que les fibres d'actina estan associades a la distrofina per diversos contactes laterals amb els quatre dominis que formen aquesta proteïna.

### Estructura gen que codifica la distrofina
L'Xp21 és el gen que codifica la distrofina. És el gen humà més gran per ara conegut, conté 79 exons, 3685 aminoàcids, dos milions i mig de nucleòtids aproximadament, és a dir cobreix 2.5 megabases, i representa el 0,1% de tot el genoma humà.

### Estructura complex DAPC
Segons la seva localització dividim les proteïnes associades a la distrofina en tres grups diferents: podem distingir les que es troben en el medi extracel·lular com per exemple l'α-distroglicà, que es troba en la superfície extracel·lular del sarcolema degut a la seva forta glicosilació i associació a la membrana perifèrica, les que es troben en la membrana (proteïnes transmembrana) com per exemple les proteïnes β-distroglicà, sarcoglicà i sacospan i per acabar, les que se situen en el citoplasma: distrofina, distrobrevina, sintrofines i òxid nítric sintasa neuronal.
L' α-distroglicà i el β-distroglicà, que es troben en el medi extracel·lular, estan associats i interactuen amb la distrofina. Es tradueixen d'una sola transcripció i el pèptid després de la seva formació pateix una proteòlisi, és a dir, es talla i dona lloc a aquestes dues proteïnes per separat. 
L' α-distroglicà exerceix la funció de receptor de lligands extracel·lulars, com ho és per exemple la laminina, la qual és molt important per l'adhesió de les cèl·lules musculars a la làmina basal. A més amés l' α-distroglicà és una de les poques proteïnes que es glicosila en residus de serina, procés que coneixem com O-glicosilació.

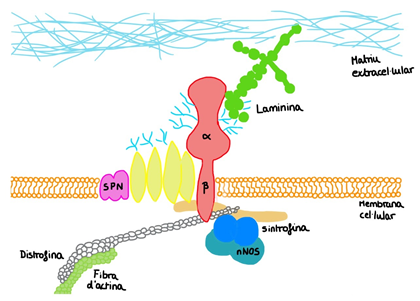
Estructura complex DAPC

Les mutacions en els gens que codifiquen els enzims involucrats en la glicosilació de l'α-distroglicà poden donar lloc a malalties anomenades distroglicanopaties, les quals poden causar des d'una distrofia muscular lleu fins a anomalies cerebrals i oculars.
El complex de la distrfoina està també relacionat amb el subcomplex de sarcoglicans, que està situat al sarcolema. Aquest està unit al β-distroglicà i la seva forma més comuna quan es troba al múscul esquelètic es compon de quatre proteïnes transmembrana: α-sarcoglicà, β- sarcoglicà, γ- sarcoglicà i δ-sarcoglicà. Aquestes subunitats se situen dins de la miofibra i formen un subcomplex. La pèrdua de qualsevol de les subunitats per mutacions podria afectar greument a l'estabilitat muscular.
Finalment, a la cara citoplasmàtica del sarcolema a més de trobar sintrofines, α-distrobrevina i òxid nítric sintasa neuronal (nNOS), podem trobar la distrofina, que s'adhereix a la xarxa d'actina intracel·lular per tal d'unir el citoesquelet al complex distrofina-glicoproteïna i que simultàniament es troba connectada a la làmina basal.

## Síntesi
La proteïna distrofina està codificada pel gen DMD, que és un dels més llargs que posseeix l'ésser humà en el seu genoma. Aquest presenta la característica que té en la seva seqüència de nucleòtids tres promotors específics. Cadascun d'aquests regula l'expressió del gen pel que fa a la síntesi de la proteïna completa (anomenada Dp427) en un teixit diferent, de forma que un dels promotors opera específicament en les neurones corticals i la regió de l'hipocamp en el cervell, un altre ho fa en el teixit muscular esquelètic i cardíac i el tercer, en les cèl·lules de Purkinje, un tipus de neurones situades en l'escorça cerebel·losa.
Així, l'expressió del gen serà regulada per un promotor diferent en funció de en quin teixit es realitzi la síntesi de la distrofina Dp427.
A més, aquest gen també conté promotors interns que expressen parts més petites del gen DMD original. Un cop transcrites i traduïdes, aquestes parts donen lloc a versions reduïdes de la distrofina, les quals s'anomenen segons el seu pes molecular: la Dp260 (expressada a la retina), la Dp140 (que s'expressa en cèl·lules de la glia), la Dp116 (expressada en cervell fetal i cèl·lules de Schawnn), la Dp71 (la qual s'expressa en gran nombre de teixits musculars) i la Dp40 (que té un paper important en la sinapsi).

### La proteïna homòloga
La distrofina té una proteïna homòloga anomenada utrofina. Aquesta proteïna és molt semblant a la distrofina tot i que presenta algunes variants.
Conté 3433 aminoàcids, pesa 395kDa i es pot trobar als músculs esquelètics, al múscul cardíac, a les cèl·lules de l'endoteli vascular, a les cèl·lules del teixit nerviós i en algunes plaquetes.
En els humans és codificada pel gen UTRN en el cromosoma 6q24. Aquest gen que la codifica (UTRN) és de 900kb.
Durant l'etapa perinatal, la qual va de la setmana 28 de gestació fins al setè dia de vida del nadó fora de l'úter matern, la utrofina es troba present en el sarcolema però a mesura que augmenta la presència de distrofina, la presència d'utrofina queda restringida a les unions neuromusculars i miotendinoses i participa en el manteniment de la membrana postsinàptica i en l'agrupament del receptor de l'acetilcolina.Utrofina i distrofina.png
El fet que la utrofina sigui tan semblant a la distrofina possibilita que en determinats casos es pugui utilitzar com a substituent de la distrofina en el tractament dels pacients que pateixen la malaltia DMD, ja que aquests tenen deficiència de la prtoteïna distrofina.

De fet, l'expressió de la proteïna utrofina està molt augmentada en els músculs dels malalts que pateixen la malaltia de Duchenne i en les dones portadores del gen de la malaltia.

## Importància biològica
Un teixit muscular esquelètic conté només una petita part de distrofina (aproximadament representa el 0.002% de la proteïna muscular total). Tot i així, la deficiència (tant si es tracta de la seva absència com d'una expressió anormal) porta al desenvolupament de diverses miopaties referides com distròfia muscular. Aquests dèficits són causats per una mutació en el gen DMD, que codifica la distrofina. Aquesta mutació pot consistir, entre d'altres possibilitats, en una deleció (és a dir, la supressió d'un o més exons) o en l'aparició d'un codó STOP prematur.
La deficiència de distrofina provoca vies de senyalització intracel·lulars anormals que produeixen necrosis en les miofibres, el que causa debilitat muscular i cansament constant.Existeixen molts tipus de distròfies musculars, classificades en funció de la part del cos on es presenten els símptomes o bé de si presenten una característica específica que les diferencia. Els tipus més greus i comuns són la Distròfia muscular de Duchenne i la de Becker. Altres variants de distròfia muscular són la miotònica (caracteritzada per la incapacitat de relaxar els músculs després de les contraccions) i la facioescapulohumeral (en què l'atròfia muscular sol començar en els músculs de la cara, els malucs i les espatlles).

### Distròfia muscular de Duchenne (DMD)
La distròfia muscular de Duchenne és una de les distròfies més greus i freqüents, que apareix durant la infantesa. És de tipus genètic, concretament de caràcter recessiu i amb un patró d'herència lligat al sexe. La causa d'aquesta malaltia és una mutació en el gen DMD, el qual es troba en el cromosoma X. Degut a la mutació, aquest presenta una alteració (l'aparició d'un codó STOP prematur) que impossibilita la síntesi de la proteïna distrofina funcional. Aquest defecte de distrofina provoca un greu deteriorament de les fibres musculars.
La incidència d'aquest tipus de distròfia és aproximadament d'1 entre 3.500 nens barons. Tot i que la malaltia es presenta des del període de gestació, a vegades el diagnòstic no es fa fins als 3 o 5 anys. Això es deu al fet que, mentre que en els nounats només es detecten alts nivells de l'enzim creatina quinasa, en aquestes edats es va fent més evident la manca de força proximal en la cintura pelviana, la qual provoca caigudes freqüents, problemes amb habilitats motores com córrer o saltar, dificultat per aixecar-se del terra i una marxa anormal similar a la d'un ànec o pingüí (es coneix com a marxa distròfica). Un altre signe que presenten sovint els nens que pateixen DMD és la pseudo-hipertòfia dels bessons.
Pel que fa a l'aparició dels símptomes, generalment la debilitat muscular afecta primerament els malucs, els peus, el front de les cuixes, els colzes, les espatlles i la panxa i després, els músculs de les mans, el coll i la cara, encara que l'evolució de la distròfia varia lleugerament en funció de cada nen. Així, va incidint en les diferents parts del cos de forma gradual. En molts casos, quan els nens malalts de DMD assoleixen els 12 anys d'edat necessiten una cadira de rodes.
En les darreres etapes de la patologia, és freqüent l'aparició de malalties cardíaques i la respiració també es veu afectada, de forma que apareixen infeccions i problemes respiratoris que normalment acaben causant la mort del pacient al voltant dels 20 anys.
A més a més de la simptomatologia física, alguns pacients de DMD presenten també una discapacitat intel·lectual, la qual no obstant, no augmenta progressivament com ho fa la muscular.
En l'actualitat, encara no s'ha trobat cura per aquesta patologia.

### Distròfia muscular de Becker (BMD)
La distròfia muscular de Becker és un tipus de distròfia similar a la de Duchenne, doncs tenen una simptomatologia molt semblant. No obstant, aquesta es presenta en una versió més lleu i d'una forma més lenta, apareixent els primers símptomes majoritàriament durant l'adolescència o inclús més tard.
A diferència de la DMD, en el cas de la distròfia muscular de Becker la mutació en el gen que codifica la distrofina no consisteix en l'aparició d'un codó STOP prematur, sinó en la omissió d'un exó en el procés d'splicing (tall i empalmament), de forma que aquest no es diferencia dels introns i és tallat i extret juntament amb ells. Això provoca que sí que es pugui sintetitzar distrofina, però aquesta no sigui totalment funcional.

## Història
Les bases de la malaltia DMD van ser descobertes pel metge francès Guillaume Duchenne de Boulogne i el metge britànic Edward Meryon l'any 1852 després d'observar les biopsies musculars que havíen realitzat a quatre germans que patien distròfia muscular.
A més a més, el doctor Edward Meryon va tenir un pacient que també presentava dificultats al sistema motor des de la infantesa, la qual cosa li impedia saltar, passat el temps la impossibilitat va augmentar provocant la pèrdua muscular de manera progressiva. Finalment el pacient morí a l'edat de 16 anys després de perdre la mobilitat de les extremitats superiors.
Aquests casos van despertar l'interès d'aquests metges i van iniciar un informe clínic per intentar trobar una explicació coherent als símptomes que patien aquests determinats pacients. Primerament, van pensar que l'origen podria ser cerebral, però més tard, al 1868 van poder veure que l'origen de la malaltia era muscular, gràcies a la realització de diverses biòpsies.
L'any 1886 es va descriure la malaltia de Duchenne i a partir del 1930 diferents investigadors van reportar l'augment d'enzims musculars en pacients afectats per la DMD i en dones portadores de la malaltia.
Cap al 1986 el Doctor Louis Kunkel va poder aïllar el gen DMD i finalment al 1987 Kenneth J. Hoffman va ser capaç d'identificar la poteïna que era codificada per aquest gen i que estava estretament relacionada amb la malaltia de Duchenne que avui en dia coneixem amb el nom de distrofina.